# Oh No (Bring Me the Horizon)
Oh No is een nummer van de Britse rockband Bring Me the Horizon uit 2017. Het is de zevende en laatste single van hun vijfde studioalbum That's the Spirit.
"Oh No" gaat over mensen van achter in de 20 en begin 30 die nog steeds naar nachtclubs gaan, alsof ze 18 zijn. Het nummer is een van de toegankelijkere en radiovriendelijkere nummers op "That's the Spirit". Het flopte in het Verenigd Koninkrijk met een 166e positie, maar in Vlaanderen werd het wel een bescheiden succesje. Het haalde de 43e positie in de Vlaamse Ultratop 50. In Nederland haalde het nummer de hitlijsten niet, maar wordt het wel regelmatig gedraaid op alternatieve muziekzenders.